# Manlio Brusatin
Manlio Brusatin (* 1943) ist ein italienischer Architekt und Kunsthistoriker. Er lehrt in Venedig und Mailand.

## Leben
Brusatin hat bei Carlo Scarpa an der Università IUAV von Venedig Architektur abgeschlossen. Er hat am Departement für Kulturgüterschutz an der Università Ca’ Foscari von Venedig und an der Design-Fakultät des Politecnico von Mailand unterrichtet. An der Fakultät für Architektur von Alghero hat er die Eröffnung von Diplomkursen in Design für die Jahre 2007 und 2008 koordiniert. Er hat bei verschiedenen Biennalen von Venedig für Kunst, Architektur und Theater mitgearbeitet. Brusatin hat internationale Erfahrung mit dem Thema der Farbe, der ein Werk seiner Trilogie gewidmet ist und über die er Vorträge, Konferenzen und Seminare in Museen, Stiftungen und Universitäten hält.

## Werke
deutsch
- Geschichte der Farben. diaphanes, Zürich und Berlin 2003
- Geschichte der Bilder. diaphanes, Zürich und Berlin 2003
- Geschichte der Linien. diaphanes, Zürich und Berlin 2003

italienisch und englisch
- Venezia nel Settecento. Stato, architettura, territorio. Einaudi, Turin 1980
- Il muro della peste. Cluvia, Venedig 1981
- Arte della Meraviglia. Einaudi, Turin 1986
- The Baroque in Central Europe. Places, Architecture and Art. Marsilio, Venedig 1992
- Identity and Alterity – Katalog zur Biennale Venedig 1995. (Mithrsg.), Marsilio, Venedig 1995
- Arte dell’oblio. Einaudi, Turin 2000
- Colore senza nome. Marsilio, Venedig 2006
- Arte come design. Storia di due storie. Einaudi, Turin 2007